# Grudna (powiat złotowski)
Grudna – osada w Polsce położona w województwie wielkopolskim, w powiecie złotowskim, w gminie Złotów. Miejscowość utworzono 1 stycznia 2014.